# Taliabu (langue)
Pour les articles homonymes, voir Taliabu.
Le taliabu est une langue austronésienne parlée en Indonésie, dans l'île de Taliabu, située dans les Moluques. La langue appartient à la branche malayo-polynésienne des langues austronésiennes.

## Classification
Le taliabu est parlé dans l'archipel des îles Sula. C'est une langue maluku central, un des sous-groupes du malayo-polynésien central.

## Phonologie
Les tableaux montrent les phonèmes du soboyo, un des dialectes du taliabu.

### Voyelles
|         | Antérieure | Centrale | Postérieure |
| ------- | ---------- | -------- | ----------- |
| Fermée  | i [i]      |          | u [u]       |
| Moyenne | e [e]      |          | o [o]       |
| Ouverte |            | a [a]    |             |

### Consonnes
|              |              | Bilabiales | Dentales | Dorsales | Dorsales | Glottales |
| ------------ | ------------ | ---------- | -------- | -------- | -------- | --------- |
| Palatales    | Vélaires     | Bilabiales | Dentales |          |          | Glottales |
| Occlusives   | Sourde       | p [p]      | t [t]    |          | k [k]    | ʔ [ʔ]     |
| Occlusives   | Sonore       | b [b]      | d [d]    |          | g [g]    |           |
| Fricative    | Fricative    | f [f]      | s [s]    | š [ʃ]    |          | h [h]     |
| Affriquée    | Sourde       |            |          | c [t͡ʃ]   |          |           |
| Affriquée    | Sonore       |            |          | j [d͡ʒ]   |          |           |
| Nasale       | Nasale       | m [m]      | n [n]    | ñ [ɲ]    | ŋ [ŋ]    |           |
| Roulée       | Roulée       |            | r [r]    |          |          |           |
| Liquide      | Liquide      |            | l [l]    |          |          |           |
| Semi-voyelle | Semi-voyelle | w [w]      |          | y [j]    |          |           |

## Sources
- (en) Blust, Robert, The Soboyo Reflexes of Proto-Austronesian *S, Historical Linguistics in Indonesia, Part 1 (éditeur: Robert Blust), pp. 21-30, NUSA Linguistic Studies in Indonesian and Languages of Indonesia, Volume 10, Jakarta, Badan Penyelenggara Seri NUSA, 1981.